# Monument aux morts de 1870-1871 de Perpignan
Pour les articles homonymes, voir monument aux morts de Perpignan.
Le monument aux morts de 1870-1871 de Perpignan est un monument aux morts créé par l'architecte Ferreol Carbasse et le sculpteur Jean-Baptiste Belloc situé à Perpignan (Pyrénées-Orientales).